# Porothamnium tenuinerve
Porothamnium tenuinerve är en bladmossart som beskrevs av Brotherus 1924. Porothamnium tenuinerve ingår i släktet Porothamnium och familjen Neckeraceae. Inga underarter finns listade i Catalogue of Life.